# Vương Tiến Bảo
Vương Tiến Bảo (chữ Hán: 王进宝, 1626 – 1685), tự Hiển Ngô, người Tĩnh Viễn, Cam Túc, tướng lãnh nhà Thanh, có công dẹp loạn Tam Phiên, được sử sách liệt vào "Hà Tây tứ tướng", còn lại là Trương Dũng, Triệu Lương Đống, Tôn Tư Khắc.

## Tham gia quân đội
Ông giỏi cưỡi ngựa bắn cung. Đầu thời Thuận Trị, theo Mạnh Kiều Phương dẹp yên người Hồi ở Hà Tây, thụ chức Thủ bị, dưới quyền Cam Túc Tổng binh Trương Dũng.
Năm thứ 11 (1654), Dũng được điều làm Kinh lược Hữu tiêu Tổng binh, tòng chinh Hồ Quảng, Tiến Bảo tham gia thu hàng Hồ Nam.
Năm thứ 15 (1658), xuống Quý Châu, quân Thanh đến Thập Vạn Khê, vách núi dựng đứng ngàn nhận, tướng Nam Minh là Lý Định Quốc sai bộ tướng La Đại Thuận chẹn nơi hiểm trở, đóng đồn cố thủ. Ông soái quân trèo lên vách núi, lật đổ sào huyệt địch, Đại Thuận tan chạy, nhờ công được thăng làm Kinh lược Hữu tiêu Trung doanh Du kích.
Năm Khang Hi thứ 2 (1663), Dũng về làm Cam Túc Đề đốc, Tiến Bảo cũng đổi thụ Đề tiêu Tả doanh Du kích, theo quân có công, thăng làm Tham tướng. Ách Lỗ Đặc Mông Cổ muốn xin chăn nuôi ở Đại Thảo Than, Dũng theo lời bàn của Tiến Bảo, không đồng ý. Việc xong, Dũng cho đắp thành Vĩnh Cố, lấy ông làm Phó tướng trú ở đấy.
Năm thứ 12 (1673), thăng làm Tây Ninh Tổng binh.

## Dẹp loạn Tam Phiên
Vương Phụ Thần đánh hạ Lan Châu, Dũng sai Tiến Bảo soái quân đánh dẹp. Đến Hoàng Hà, trong đêm lấy túi da kết bè, từ Thái Loan vượt sông, phá địch ở Long Vĩ Sơn thuộc Cao Lan, bắt tướng của Phụ Thần là Lý Đình Ngọc. Sau đó nhổ An Định ở phía Đông, thu phục huyện Kim; đánh Lâm Thao ở phía Tây, gặp tuyết lớn, nhân lúc địch không đề phòng, tập kích phá được. Phụ Thần sai sứ đưa tráp của Ngô Tam Quế chiêu hàng Tiến Bảo, ông đem dâng lên, được gia Tả Đô đốc.
Tháng 4, tiến đánh Lan Châu. Phụ Thần sai quân mở lũy ra đánh, Tiến Bảo đốc binh hăng hái chiến đấu, từ sáng đến trưa, bắt chém quá nửa. Quân phiên thua chạy vào lũy, ông tiến hành vây khốn lâu dài, cắt đứt đường vận lương của địch. Tháng 6, quân phiên làm bè vượt Hoàng Hà, mưu bỏ trốn. Tiến Bảo ven sông tra xét, địch kế cùng, tướng phiên là Triệu Sĩ Thăng ra hàng.
Mùa thu, Ngô Tam Quế sai bộ tướng Vương Bình Phiên, Ngô Chi Mậu từ Tứ Xuyên vào Thiểm Tây, cứu viện Phụ Thần. Chi Mậu giữ Phượng Hoàng Sơn thuộc Tây Hòa, Tiến Bảo đốc binh đánh dẹp. Giao chiến hiệp đầu, quân Thanh thất bại; đêm, quân phiên đến tập kích, ông dùng kế đi vòng, ép vào hậu phương của địch, quân phiên tan rã, phần lớn ngã khỏi vách núi mà chết.
Năm thứ 15 (1676), thăng làm Thiểm Tây Đề đốc, vẫn kiêm lĩnh Tây Ninh Tổng binh, trú ở Tần Châu. Chi Mậu tiến chiếm Bắc Sơn, cắt đứt đường đi Lâm Thao, Củng Xương. Tiến Bảo và Tướng quân Phật Ni Liệt chia quân đi cứu, đánh bại hắn ta, bắt được bộ tướng Từ Đại Nhân. Giao chiến ở La Gia Bảo, tái chiến ở Diêm Quan, liên tiếp thắng lợi. Chi Mậu tập hợp hơn vạn quân đóng đồn ở Thiết Diệp Giáp, Hồng Sơn Bảo, dựng lũy, lấy cây lá che kín, ngầm đưa lương thảo ra ngoài. Ông sai quân phá địch ở Mẫu Đơn Viên, bắt được xe lương.
Đại tướng quân Đồ Hải tiến đánh Bình Lương, Phụ Thần đưa Tứ Xuyên phản tướng Đàm Hoằng xâm phạm Thông Vị. Tiến Bảo đưa mấy chục kỵ binh vào từ Đông Hạp Khẩu, nghe tin Tướng quân Hách Diệp thua trận, thế địch lớn, bèn lệnh cho các binh sĩ chặt cây mà kéo lê, bụi mù bốc cao, quân phiên sợ chạy, quân Thanh đuổi giết mấy chục dặm. Ông chia quân tiến đánh, thu phục Tĩnh Ninh, vì thế Bình Lương bèn hàng.
Tháng 6, quân Thanh đến Nhạc Môn, mới lập doanh, quân phiên đến đánh, Tiến Bảo đốc binh đánh trả, tiêu diệt mấy viên tướng địch. Ông lại cùng Phật Ni Liệt hợp binh, đánh luôn thắng, Chi Mậu chỉ còn hơn 10 kỵ binh bỏ chạy. Bình Nguyên, Cố Nguyên đều yên. Luận công, thụ Nhị đẳng A Tư Cáp Ni Cáp Phiên (tên Hán là Nam tước). Triều đình khen Tiến Bảo trung nghĩa, cho tiến Nhất đẳng, thụ hiệu Phấn uy Tướng quân, vẫn kiêm Đề đốc Bình Lương chư quân sự.
Năm thứ 17 (1678), thu phục Khánh Dương, chém tướng phiên Viên Bổn Tú.
Năm thứ 18 (1679), Đồ Hải bàn lấy Hán Trung. Đồ Hải và Tổng binh Phí Nhã Đạt từ Sạn Đạo đi trước, Tiến Bảo dâng sớ xin cho con trưởng Dụng Dư tòng chinh, triều đình thụ làm Phó tướng. Quân Thanh tiến đến Bảo Kê, ông sai Dụng Dư đánh quân phiên ở Hồng Hoa Phố, đại thắng, hạ được 2 huyện Phượng, Lưỡng Đương. Tiếp tục tiến đến Vũ Quan, lệnh cho Dụng Dư đưa ngàn quân quấy nhiễu phía sau quan, Tiến Bảo đốc binh trong đêm phá quan xông vào, bắt tướng phiên là bọn La Triều Hưng. Tiếp tục tiến lấy Kê Đầu Quan, nhằm thẳng Hán Trung, Vương Bình Phiên đưa quân từ Thanh Thạch Quan chạy đi Quảng Nguyên, Tiến Bảo sai quân truy kích, tướng phiên Dương Vĩnh Tộ, Tôn Khải Diệu đến hàng, quân Thanh thu phục hết đất Hán Trung. Khi Triệu Lương Đống cũng hạ được Lược Dương, triều đình mệnh cho ông ta chia đường bình định Tứ Xuyên. Tướng quân Ngô Đan, Ngạc Khắc Tể Cáp soái quân Mãn Châu đi tiếp theo, còn Tiến Bảo từ Thanh Thạch Quan tiến đến Thần Tuyên Dịch, đốc binh lấy Triều Thiên Quan, gấp gáp tiến lên, nhổ được Quảng Nguyên. Bình Phiên chạy đi Bảo Ninh.
Năm thứ 19 (1680), Tiến Bảo chia quân đi Bảo Ninh, cách thành 20 dặm, lập doanh giữa đường cái, Bình Phiên đưa 2 vạn người ra đánh, ông đốc binh hăng hái chiến đấu, đại phá địch. Đuổi theo đến Cẩm Bình Sơn, liên tiếp nhổ được lũy phiên, lấy cầu nổi. Tiến Bảo xông vào thành, quân phiên giương cung lắp tên, ông vạch ngực hỏi: "Sao không bắn ta?" bọn chúng đều kinh ngạc. Dụng Dư phá cửa mà vào, Tiến Bảo cấm binh sĩ gây kinh động nhân dân, mọi người nói: "Đây là nhân nghĩa tướng quân!" Bình Phiên và bộ tướng Trần Quân treo cổ trên xà nhà, quân Thanh bắt được Ngô Chi Mậu và bọn bộ tướng Trương Khởi Long, Quách Thiên Xuân cả thảy 17 người, giết đi. Chia quân cho các bộ tướng cùng con thứ Dụng Tân thu phục Chiêu Hóa, các châu huyện Kiếm Châu, Thương Khê, Bồng Châu, Quảng An, Hợp Châu, Tây Sung, Nhạc Trì đều yên.
Khi ấy Lương Đống đã hạ Thành Đô, được thụ Vân Quý Tổng đốc, dời quân tiến xuống Vân Nam. Có chiếu Tiến Bảo ở lại Tứ Xuyên, trú tại Bảo Ninh. Thăng Dụng Dư làm Tùng Phan Tổng binh. Tiến Bảo dâng sớ xưng bệnh xin hưu, triều đình mệnh cho về Cố Nguyên để chữa, lập tức lệnh cho Dụng Dư nắm các cánh quân trú tại Bảo Ninh. Sau đó đổi Dụng Dư làm Cố Nguyên Tổng binh. Lương Đống gọi các cánh quân Xuyên, Thiểm tòng chinh, Tiến Bảo dâng sớ nói các cánh quân của mình nên ở lại trấn thủ, xin dừng việc điều động, triều đình nghe theo. Tướng phiên là bọn Hồ Quốc Trụ, Hạ Quốc Tướng từ Quý Châu vào Tứ Xuyên, Đàm Hoằng đã hàng lại phản, chiếm Kiến Xương. Lương Đống dâng sớ hặc Tiến Bảo, ông nói đang nằm dưỡng bệnh, mất Cố Nguyên, Kiến Xương lại tội ở Lương Đống; có chiếu giục Tiến Bảo về Bảo Ninh nắm các cánh quân. Xét công, được tiến Tam đẳng Tinh Kỳ Ni Cáp Phiên (tên Hán là Tử tước), Dụng Dư được gia Tả Đô đốc, thụ thế chức Tha Sa Lạt Cáp Phiên (tên Hán là Vân kỵ úy).
Năm thứ 20 (1681), tướng phiên Mã Bảo xâm phạm Tự Châu, Dụng Dư đánh đuổi hắn ta, rồi giành lại các huyện Nạp Khê, Giang An, Nhân Hoài, Hợp Giang, thu hàng tướng phiên là bọn Hà Đức Thành, Mã Bảo chạy về Vân Nam. Triều đình mệnh cho Dụng Dư đưa quân bản bộ trú tại Vĩnh Ninh.

## Những năm cuối đời
Năm thứ 21 (1682), dẹp xong loạn Tam Phiên, Tiến Bảo vào triều, Lương Đống cũng đến kinh sư, Đế mệnh cho các đại thần trả lại cho 2 người tấu chương đàn hặc nhau, tuyên dụ sẽ không truy cứu, để giữ toàn vẹn cho công thần. Được ban các thứ quần áo, cho về trấn.
Năm thứ 23 (1684), bệnh nặng xin nghỉ, khi ấy Dụng Dư được điều làm Thái Nguyên Tổng binh. Triều đình mệnh cho thái y thường xuyên đến xem bệnh. Sau đó dời Dụng Dư làm Cam Túc Tổng binh, để tiện chăm sóc Tiến Bảo.
Năm thứ 24 (1685), ông mất, được tặng Thái tử Thái bảo, ban lễ Tế táng, thụy là Trung Dũng. Dụng Dư tập tước, được tiến Nhị đẳng (Tử tước), mất khi đang ở chức. Thời Càn Long, con cháu được thế tập võng thế, sau đó được tiến Nhất đẳng.